# Guerra anglo-egiziana
La conquista britannica d'Egitto (1882), nota anche come guerra anglo-egiziana (in arabo الاحتلال البريطاني لمصر‎? al-iḥtilāl al-Brīṭānī li-Miṣr), avvenne nel 1882 tra le forze egiziane e sudanesi guidate da Aḥmad ʿOrābī e il Regno Unito. Terminò in una rivolta nazionalista contro il chedivè Tawfīq Pascià. Fu la base per lo stabilirsi di un perdurante controllo britannico sull'Egitto a spese degli egiziani, dei francesi e dell'Impero ottomano che mantenne un'autorità solo nominale.

## Retroscena
Nel 1881, un ufficiale dell'esercito egiziano, Aḥmad ʿOrābī (allora noto in inglese come Arabi Pasha), si ammutinò e diede inizio a un colpo di Stato contro Tawfīq Pascià, chedivè d'Egitto e Sudan, in segno di rimostranza per l'ingerenza franco-britannica nella gestione delle finanze egiziane. Nel gennaio 1882 i governi britannico e francese inviarono una "nota comune" al governo egiziano, dichiarando di riconoscere l'autorità del Chedivè in opposizione a ʿOrābī. Il 20 maggio 1882, navi da guerra britanniche e francesi arrivarono al largo della costa di Alessandria: l'11 giugno 1882, in città si verificò una rivolta xenofoba durante la quale vennero uccisi 50 europei, mentre gli altri stranieri abbandonarono la città e l'esercito di 'Orabi iniziò a fortificare il porto. La flotta francese fu richiamata in Francia. L'11 luglio 1882, dopo che un ultimatum britannico ai rivoltosi fu respinto, le navi da guerra inglesi iniziarono un bombardamento di 10 ore e mezza su Alessandria.

## Ragioni per l'invasione
Le ragioni per cui il governo britannico inviò una flotta di navi sulla costa di Alessandria è un punto di dibattito fra gli storici. Nel loro saggio del 1961 Africa and the Victorians, gli storici Ronald Robinson e John Gallagher sostennero che l'invasione britannica fu ordinata per reprimere l'anarchia percepita della rivolta di 'Orabi e per proteggere il protettorato britannico sul canale di Suez, al fine di mantenere attiva la rotta di traffico merci verso l'Oceano Indiano.
Nel 1986, lo storico dell'economia Antony Gerald Hopkins respinse l'argomentazione di Robinson e Gallagher, citando documenti originali per affermare che non vi era alcun pericolo percepito per il canale di Suez per mano del movimento 'Orabi e che 'Orabi e le sue forze non erano caotici anarchici, ma invece erano in grado di mantenere l'ordine e la legge. Al contrario, Hopkins sostenne che il gabinetto del primo ministro britannico William Gladstone fu guidato dall'intenzione di proteggere gli interessi degli obbligazionisti britannici che avevano investimenti in Egitto e dal perseguimento della ricerca di consenso nella politica interna. Hopkins cita gli investimenti britannici in Egitto che erano cresciuti in maniera massiccia fino agli anni 1880, in parte a causa del debito di Chedivè dovuto alla costruzione del canale di Suez, nonché a forti legami esistenti tra il governo britannico e il settore economico. :379–380 Scrisse che gli interessi economici della Gran Bretagna si erano verificati simultaneamente, con il desiderio all'interno di un elemento del partito liberale dominante di una politica estera militante al fine di ottenere la popolarità politica interna che gli ha permesso di competere con il partito conservatore. :382 Hopkins cita una lettera di Edward Malet, allora console generale britannico in Egitto, a un membro del Secondo ministero di Gladstone che si congratula per l'invasione: "Hai combattuto la battaglia di tutta la cristianità e la storia lo riconoscerà. Mi permetto anche di dire che questa guerra ha dato al Partito Liberale un nuovo contratto di popolarità e potere.":385
Nel 1978, gli storici John Galbraith e Afaf Lutfi al-Sayyid-Marsot sostennero un'argomentazione simile a quella di Hopkins, sebbene la loro spiegazione si concentri su come gli individui all'interno della burocrazia del governo britannico avessero usato le loro posizioni per far apparire l'invasione come un'opzione più favorevole. Innanzitutto, descrivono una trama di Edward Malet nella quale ritraeva il governo egiziano come fortemente instabile e questo veniva comunicato ai suoi superiori nel gabinetto. Nella lettura di Galbraith e al-Sayyid-Marsot, Malet si aspettava probabilmente di poter convincere gli inglesi a intimidire l'Egitto con una dimostrazione di forza, senza considerare una piena invasione o occupazione come una possibilità. Si soffermano anche sull'ammiraglio Beauchamp Seymour, che affrettò l'inizio del bombardamento esagerando il pericolo rappresentato per le sue navi dalle forze di 'Orabi, nei suoi telegrammi al governo britannico.:485

## Corso della guerra

### Bombardamento britannico

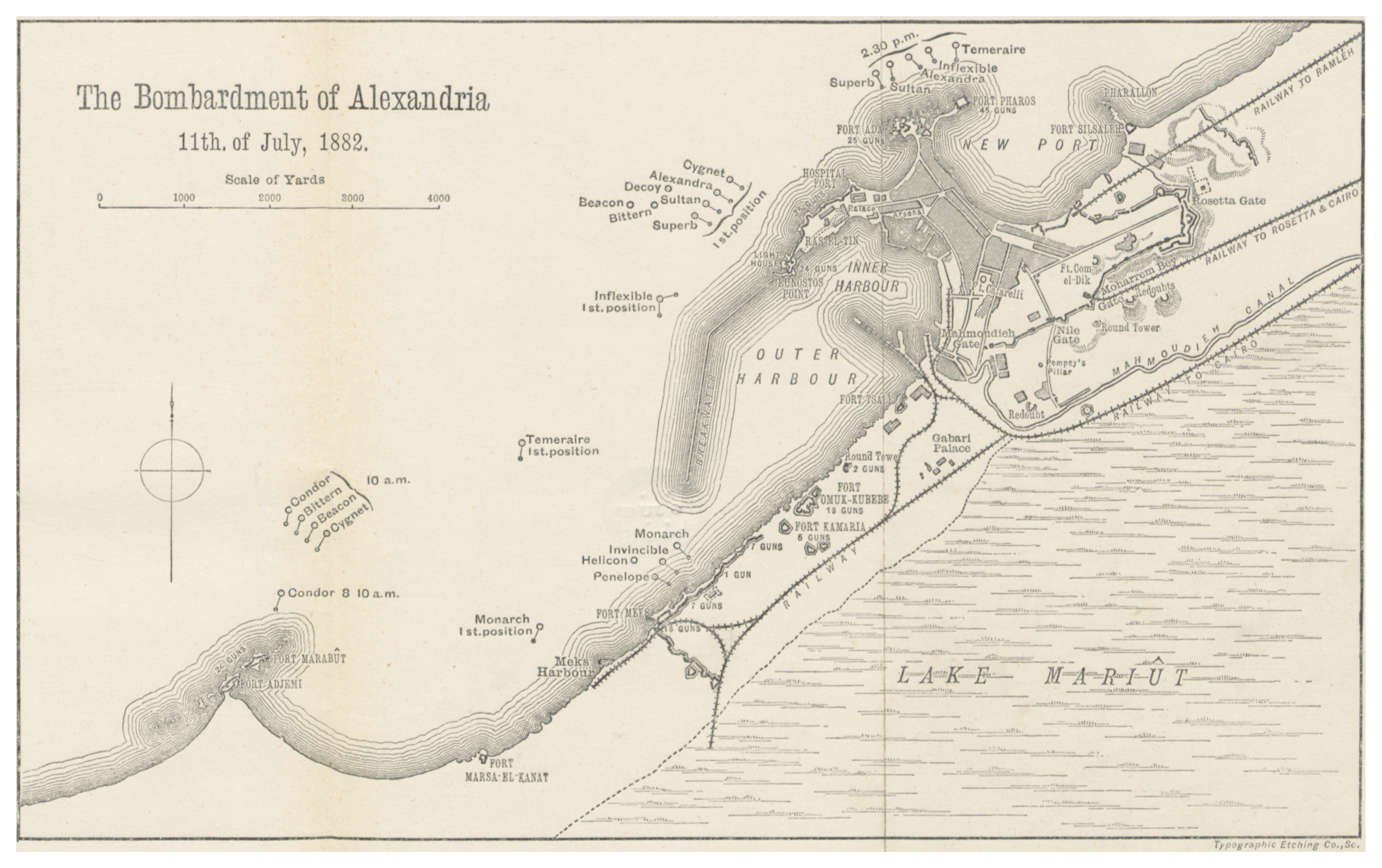
Bombardamento di Alessandria

La flotta britannica bombardò Alessandria dall'11 al 13 luglio e la occupò con i marine. Gli inglesi non persero una sola nave, ma gran parte della città fu distrutta da incendi provocati da esplosioni e da 'Orabisti che cercavano di danneggiare la città che gli inglesi stavano conquistando. Tawfīq Pascià, che aveva spostato la sua corte ad Alessandria durante i disordini, dichiarò 'Orabi un ribelle e lo depose formalmente dai suoi ruoli all'interno del governo.

### La risposta di 'Orabi
'Orabi quindi reagì ottenendo una fatwa dagli sceicchi di Al Azhar che condannarono Tewfik come traditore del suo paese e della sua religione, assolvendo coloro che avrebbero combattuto contro di lui. 'Orabi dichiarò anche guerra al Regno Unito e iniziò la coscrizione.

### Ordine di battaglia britannico

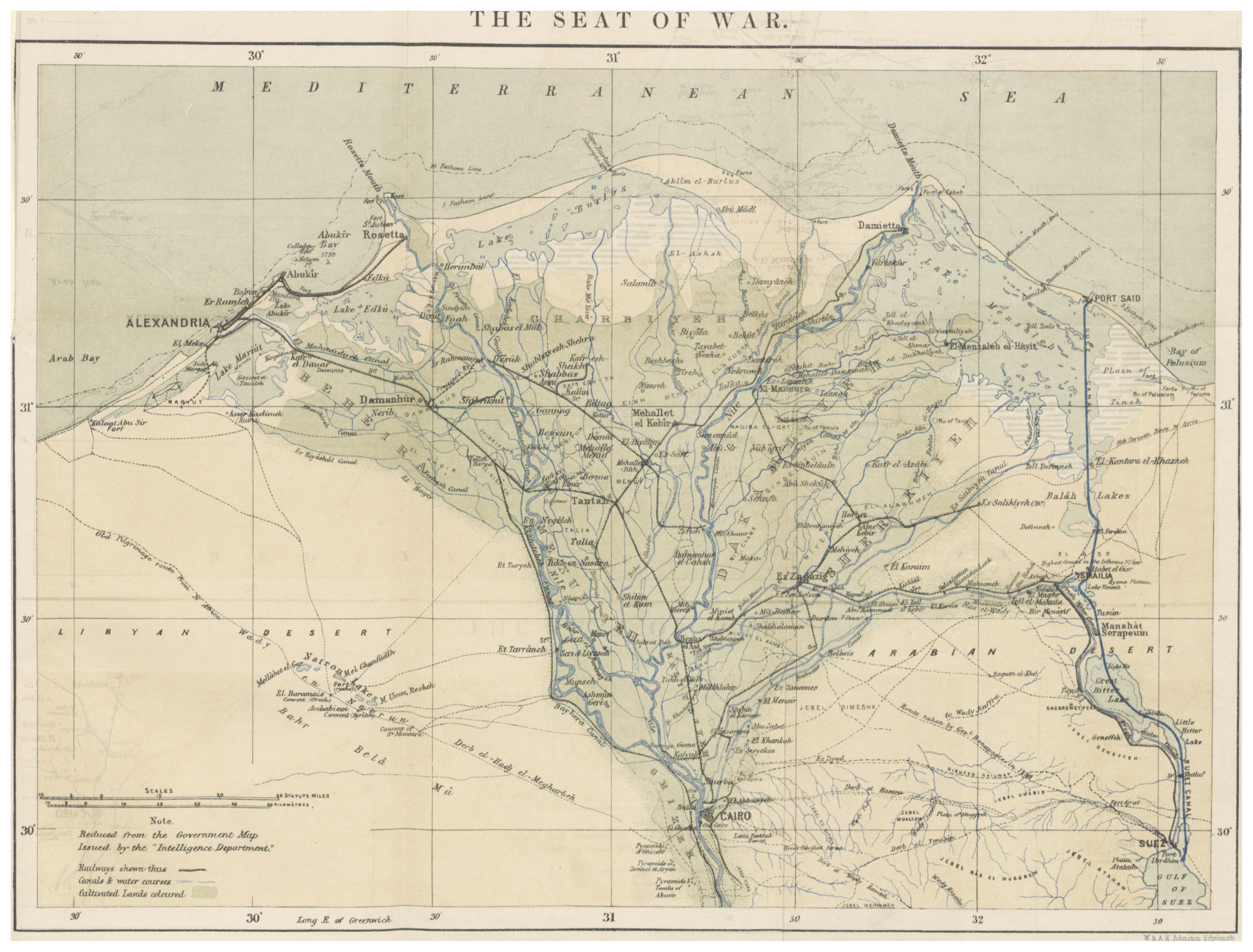
I luoghi della guerra- Alessandria e il delta del Nilo (1882)

L'esercito britannico lanciò un attacco esplorativo a Kafr el-Dawar nel tentativo di vedere se fosse possibile raggiungere il Cairo attraverso Alessandria. Quindi capì che non sarebbe stato possibile raggiungere il Cairo da questa direzione poiché le difese egiziane erano troppo forti. Ad agosto, un'armata britannica con oltre 40 000 uomini, comandata da Garnet Wolseley, invase la zona del canale di Suez. Fu autorizzata a distruggere le forze di 'Orabi e liberare il paese da tutti gli altri ribelli.
Le truppe del genio avevano lasciato l'Inghilterra per l'Egitto a luglio e agosto 1882. Il genio includeva truppe di pontieri, ferrovieri e telegrafisti. : 65
Wolseley vide la campagna come una sfida logistica poiché non credeva che gli egiziani avrebbero opposto molta resistenza.
Ordine di battaglia della British Expeditionary Force
- Comandante: Tenente generale Sir Garnet Wolseley
- Capo di stato maggiore: tenente generale Sir John Adye

1st Division (Lt Gen GHS Willis)
1st Brigade (Maj Gen HRH Duca di Connaught)
- 2nd Battalion, Grenadier Guards
- 2nd Battalion, Coldstream Guards
- 1st Battalion, Scots Guards

2nd Brigade (Maj Gen Gerald Graham VC)
- 1st Battalion, The Buffs (East Kent Regiment)
- 1st Battalion, Royal Irish Fusiliers (Princess Victoria's)
- 2nd Battalion, Royal Irish Fusiliers (Princess Victoria's)
- 2nd Battalion, York and Lancaster Regiment

Divisional Troops
- 19th Hussars (2 Sqns)
- 2nd Battalion, Duke of Cornwall's Light Infantry
- A Battery, 1st Field Brigade, Royal Artillery
- D Battery, 1st Field Brigade, Royal Artillery
- 24 Field Company, Royal Engineers
- 12 Company, Army Commissariat and Transport Corps
- 1 Bearer Company, Army Hospital Corps (Half)
- 3 Field Hospital, Army Hospital Corps

2nd Division (Lt Gen Sir Edward Hamley)
3rd (Highland) Infantry Brigade (Maj Gen Sir Archibald Alison)
- 2nd Battalion, Highland Light Infantry
- 1st Battalion, Black Watch (Royal Highlanders)
- 1st Battalion, Cameron Highlanders
- 1st Battalion, Gordon Highlanders

4th Brigade (Maj Gen Sir Evelyn Wood VC)
- 1st Battalion, The Royal Sussex Regiment
- 1st Battalion, Royal Berkshire Regiment (Princess Charlotte's)
- 1st Battalion, The South Staffordshire Regiment
- 1st Battalion, The King's Shropshire Light Infantry

Divisional Troops
- 19th Hussars (2 Sqns)
- 3rd Battalion, The King's Royal Rifle Corps
- I Battery, 2nd Field Brigade, Royal Artillery
- N Battery, 2nd Field Brigade, Royal Artillery
- 26 Field Company, Royal Engineers
- 11 Company, Army Commissariat and Transport Corps
- 2 Bearer Company, Army Hospital Corps (Half)
- 4 Field Hospital, Army Hospital Corps
- 5 Field Hospital, Army Hospital Corps

Indian Contingent (Maj Gen Sir Herbert Macpherson VC)
- 1st Battalion, Manchester Regiment
- 1st Battalion, Seaforth Highlanders
- 7th Bengal Infantry
- 20th Punjab Infantry
- 29th Baluch Infantry
- 7 (Mountain) Battery, Northern Division, Royal Garrison Artillery
- (plus their own Commissariat, Engineers etc.)

Cavalry Division (Maj Gen Drury Curzon Drury Lowe)
1st (Heavy) Cavalry Brigade (Brig Gen Sir Baker Creed Russell)
- Household Cavalry Composite Regiment (1 Sqn each from the 1st Life Guards, 2nd Life Guards and Royal Horse Guards)
- 4th Dragoon Guards
- 7th Dragoon Guards

2nd (Bengal) Cavalry Brigade (Brig Gen H. C. Wilkinson)
- 2nd Bengal Cavalry
- 6th Bengal Cavalry
- 13th Bengal Lancers

Division Troops
- N Battery, A Horse Brigade, Royal Horse Artillery
- Mounted Infantry Battalion (formed from Mounted Coys of line infantry battalions)
- 17 Company, Army Commissariat and Transport
- 6 Field Hospital, Army Hospital Corps

Army Troops
- Naval Brigade
- Battalion, Royal Marine Light Infantry
- G Battery, B Horse Brigade, Royal Horse Artillery
- F Battery, 1st Field Brigade, Royal Field Artillery
- H Battery, 1st Field Brigade, RFA
- C Battery, 3rd Field Brigade, RFA
- J Battery, 3rd Field Brigade, RFA
- T Battery, 3rd Field Brigade, RFA
- Royal Marine Artillery
- 1 Battery, London Division, Royal Garrison Artillery
- 4 Battery, London Division, RGA
- 5 Battery, London Division, RGA
- 5 Battery, Scottish Division, RGA
- 6 Battery, Scottish Division, RGA

Army Train
- A (Bridging) Troop, Royal Engineers
- C (Telegraph) Troop, RE
- Railway Troop, RE
- 8 Field Company, RE
- 17 Field Company, RE
- 18 Field Company, RE
- A Company, Queen's Own Madras Sappers and Miners
- I Company, QOMS&M
- 8 Company, Army Commissariat and Transport Corps
- 15 Company, ACT Corps
- Auxiliary Company, ACT Corps
- 2 Bearer Company, Army Hospital Corps
- 1 Field Hospital, AHC
- 3 Field Hospital, AHC
- 7 Field Hospital, AHC
- 8 Field Hospital, AHC
- Army Post Office Corps (M Company 49th Middlesex Rifle Volunteers)

### Battaglia di Kafr El Dawwar
Questa battaglia ebbe luogo il 5 agosto 1882 tra un'armata egiziana, guidata da Ahmed Orabi, e le forze britanniche guidate da Sir Archibald Alison. Cercando di accertare la forza della posizione dell'egiziano Kafr El Dawwar e di testare le voci locali secondo cui gli egiziani si stavano ritirando, Alison ordinò un attacco esploratorio la sera del 5. Questa azione fu documentata da Orabi come una battaglia, e il Cairo fu raggiunto dalla notizia che gli inglesi che avanzavano erano stati respinti; tuttavia la maggior parte degli storici descrive l'azione semplicemente come una ricognizione che non era intesa come un vero assalto alle linee egiziane. Indipendentemente da ciò, il risultato finale fu che gli inglesi abbandonarono ogni speranza che avrebbero potuto avere di raggiungere il Cairo da nord e spostarono invece la loro base operativa su Ismailia.
Wolseley arrivò ad Alessandria il 15 agosto e iniziò immediatamente a organizzare il movimento delle truppe attraverso il canale di Suez verso Ismailia. Ciò fu rapidamente realizzato; Ismailia fu occupata il 20 agosto senza incontrare resistenza. : 67

### Battaglia di Tell El Kebir

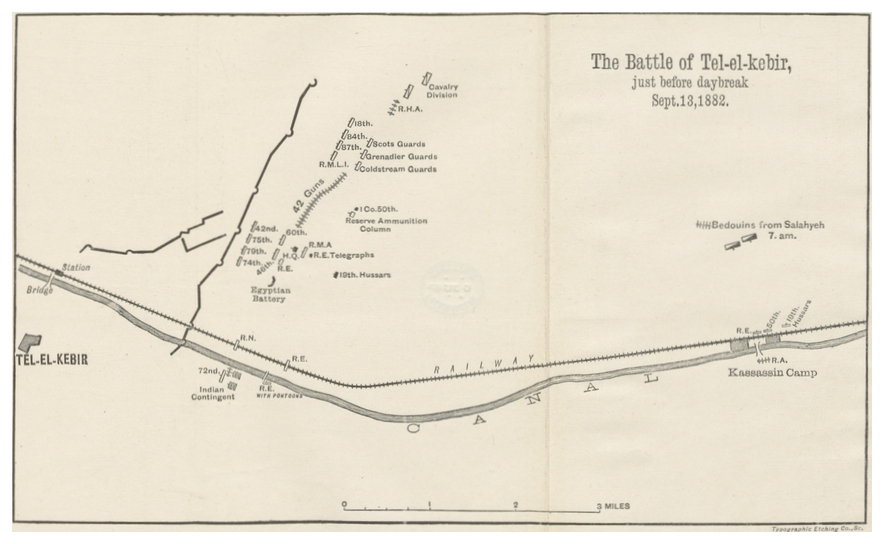
Tell El Kebir

Ismailia fu rapidamente rinforzata con 9 000 truppe, con i geni messi al lavoro per riparare la linea ferroviaria da Suez. Una piccola forza fu spinta lungo il Canale dell'Acqua Dolce fino alla chiusa di Kassassin arrivando il 26 agosto. Lì incontrarono il nemico. Ampiamente in inferiorità numerica, i due battaglioni con 4 cannoni tennero la posizione, fino a quando arrivò la cavalleria pesante e passarono all'offensiva, costringendo Arabi Pasha a indietreggiare di 5 miglia (8,0 km) con gravi perdite.
Il corpo principale dell'esercito iniziò a trasferirsi a Kassassin e fu intrapresa la pianificazione della battaglia di Tell El Kebir. Una schermaglia ebbe luogo ma non interferì con la preparazione. Il 12 settembre tutto era pronto e durante quella notte l'esercito marciava per combattere.:68
Il 13 settembre 'Orabi si riposizionò per difendere il Cairo contro Wolseley. La sua forza principale penetrò a Tell El Kebir, a nord della ferrovia e al Canale dell'Acqua Dolce, entrambi che collegavano il Cairo con Ismailia sul canale. Le difese furono preparate in fretta perché c'era poco tempo per sistemarle. Le forze di 'Orabi possedevano 60 pezzi di artiglieria e fucili a retrocarica. Wolseley fece diverse ricognizioni personali e scoprì che gli egiziani non presidiavano gli avamposti davanti alle loro principali difese di notte, il che avrebbe reso possibile a una forza d'attacco avvicinarsi alle difese sotto la copertura dell'oscurità. Wolseley ordinò alle sue forze di avvicinarsi alla posizione di notte e attaccò frontalmente all'alba.
La sorpresa non fu ottenuta, il fuoco dei fucili e dell'artiglieria dalle ridotte fu aperto quando la distanza era di 600 iarde (550 m). Continuando l'avanzata, le truppe difensive furono ostacolate dal fumo delle loro armi che bloccava la loro visione dei britannici che avanzavano. I tre battaglioni arrivarono nelle trincee nemiche tutti insieme e con poche perdite, determinando una vittoria decisiva.
Perdendo ufficialmente solo 57 soldati e provocando circa duemila perdite nell'esercito egiziano, l'esercito britannico ebbe più vittime a causa dei colpi di calore che dell'azione nemica. Le forze di 'Orabi furono sconfitte e la cavalleria britannica le inseguì e conquistò il Cairo, che era indifesa.
Il potere fu poi restaurato al Chedivè, la guerra era finita e la maggior parte dell'esercito britannico andò ad Alessandria imbarcandosi successivamente per tornare in patria, lasciando in Egitto a partire da novembre, solo un esercito di occupazione.:69
Il tenente William Mordaunt Marsh Edwards fu premiato con una Victoria Cross per il suo coraggio durante la battaglia.

## Innovazioni militari britanniche

### Ferrovia
Durante la preparazione della battaglia di Tell El Kebir, l'ottava compagnia ferroviaria RE, appositamente creata, gestiva treni che trasportavano depositi e truppe, oltre a riparare i binari. Il giorno della battaglia effettuarono un viaggio in treno alla stazione di Tell El Kebir tra le 8 e le 9 del 13 settembre e "la trovarono completamente bloccata da treni, pieni di munizioni nemiche: i binari pieni di morti e feriti, e i nostri stessi soldati che sciamavano per il luogo quasi impazziti per la mancanza d'acqua "(estratto del diario del capitano Sidney Smith). Una volta che la stazione fu sgomberata, iniziarono a trasportare i feriti, i prigionieri e le truppe con depositi per altre destinazioni.

### Telegrafo
Sulla scia delle colonne che avanzavano, furono poste delle linee telegrafiche su entrambi i lati del canale di Acqua Dolce. Alle 2 del mattino del 13 settembre, Wolseley inviò con successo un messaggio al maggiore generale Sir H Macpherson VC all'estrema sinistra con il contingente indiano e la brigata navale. A Tell El Kebir fu istituito un ufficio telegrafico da campo in una carrozza berlina, che Arabi Pasha aveva utilizzato per il giorno prima. Alle 8.30 (13 settembre) dopo la vittoria nella battaglia di Tell El Kebir, Wolseley usò il telegramma per inviare messaggi della sua vittoria alla regina Vittoria; ricevette una risposta da lei alle 9.15 del giorno stesso. Una volta che si ebbero collegati alla linea permanente, la Sezione funzionava anche con la sirena Theiber e il telefono.

### Corpo dell'ufficio postale dell'esercito
I precursori dei Royal Engineers (Sezione Postale) fecero il loro debutto in questa campagna. Furono appositamente arruolati dal 24 ° Middlesex Rifle Volunteers (fucili degli uffici postali) e per la prima volta nella storia militare britannica, gli impiegati delle poste vennero addestrati come soldati, fornirono un servizio postale dedicato all'esercito sul campo. Durante la battaglia di Kassassin divennero i primi volontari ad essere sottoposti al fuoco nemico.

## Conseguenze

### Il processo ad 'Orabi
Il primo ministro Gladstone inizialmente tentò di mettere sotto processo 'Orabi e di giustiziarlo, descrivendolo come "un tiranno egoista la cui oppressione del popolo egiziano gli lasciava ancora abbastanza tempo, nella sua veste di Saladino degli ultimi giorni, per massacrare i cristiani". Ma, dopo aver analizzato i suoi diari sequestrati e a varie altre prove, non fu trovato molto con "demonizzare" 'Orabi in un processo pubblico. Le sue accuse furono ridimensionate, dopo che ammise di essersi ribellato e fu mandato in esilio.

### Occupazione britannica
La permanenza delle truppe britanniche e l'amministrazione britannica dell'Egitto si protrassero fino al 1922, quando solo formalmente il Regno Unito riconobbe l'indipendenza all'Egitto mantenendone però il controllo degli affari esteri e la difesa. La fine del controllo britannico sull'Egitto avvenne nel 1952 con la caduta della monarchia di re Fārūq a seguito della rivoluzione egiziana, non sul Canale di Suez che, in ossequio al trattato anglo-egiziano del 1936, fino al 1956 rimase saldamente sotto controllo britannico.
Hopkins sostenne che la Gran Bretagna continuò la sua occupazione in Egitto dopo il 1882 al fine di garantire gli investimenti britannici: "La Gran Bretagna aveva importanti interessi da difendere in Egitto ed era disposta a ritirarsi solo se le condizioni che garantivano la sicurezza di quegli interessi fossero soddisfatte - e non lo sono mai state." Coerentemente con questo punto di vista, gli investimenti in Egitto crebbero durante l'occupazione britannica, i tassi di interesse diminuirono e i prezzi delle obbligazioni aumentarono.